# Schronisko na Kostrzycy

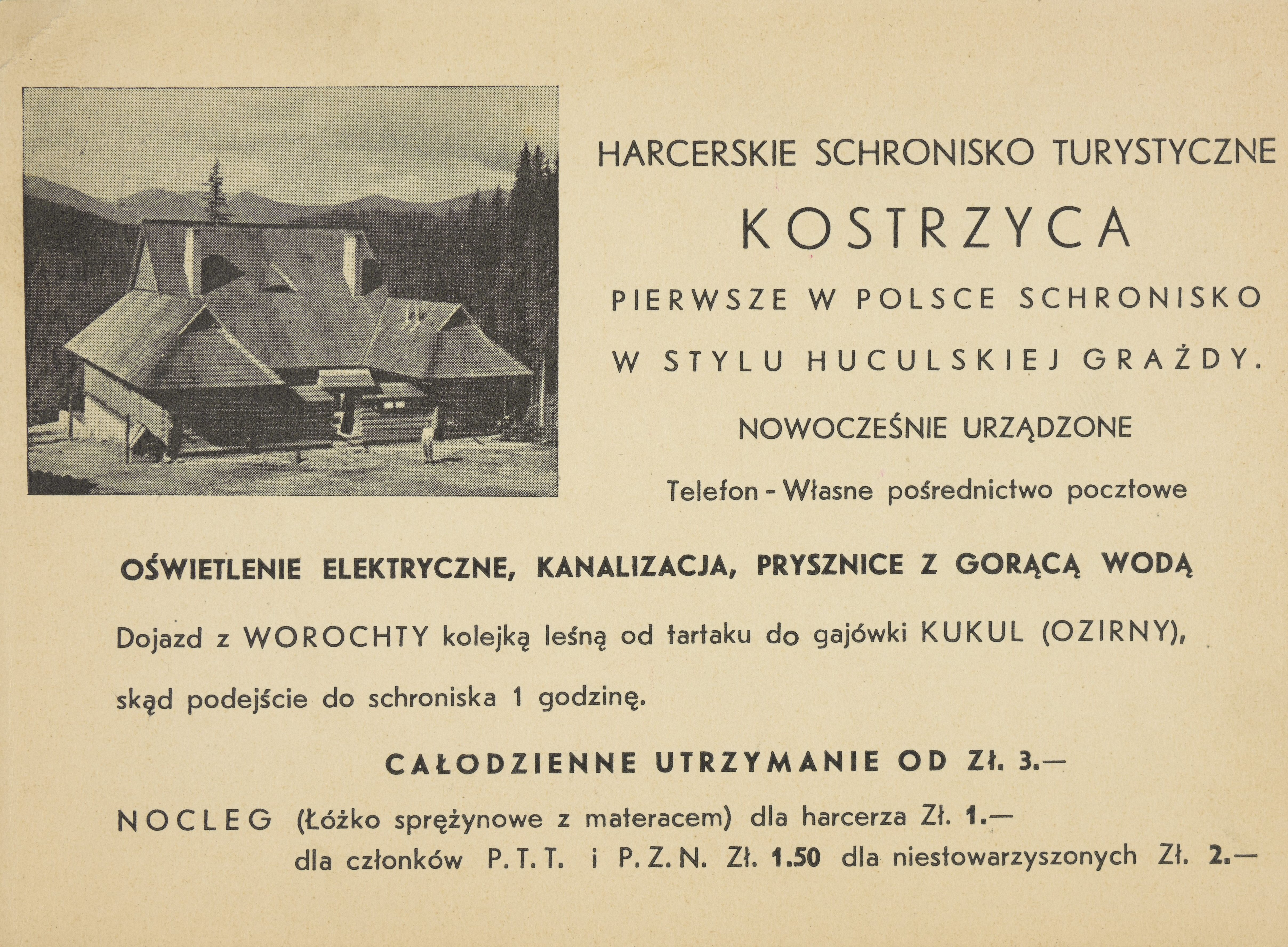
Karta reklamowa obiektu

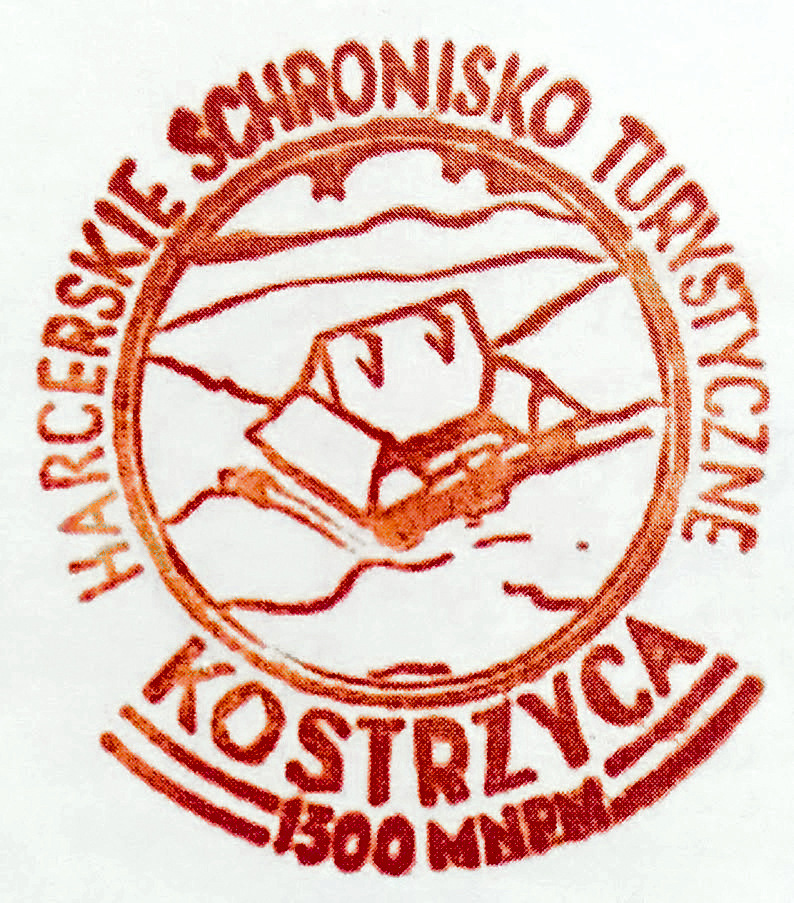
Pieczęć schroniska

Harcerskie Schronisko Turystyczne Kostrzyca – schronisko turystyczne wybudowane w latach 1934–1935 roku na południowym stoku Kostrzycy w Czarnohorze. Pozostawało w zarządzie Związku Harcerstwa Polskiego. Uległo zniszczeniu w czasie II wojny światowej.
Uznawano je za jedno z najładniejszych schronisk Polski międzywojennej.
Najprostszym sposobem dotarcia do obiektu było pokonanie 11-kilometrowej trasy z Worochty do gajówki Kukul kolejką leśną (wąskotorową; ok. 45 min), skąd do budynku prowadził niebieski szlak turystyczny (1–1,5 h).

## Historia
Na początku lat 30. XX wieku władze polskie przyjęły założenia dotyczące rozwoju infrastruktury turystycznej w Karpatach Wschodnich pozostających w granicach kraju. Dnia 29 czerwca 1933 r. odbyła się konferencja turystyczna zorganizowana przez Państwowy Urząd Wychowania Fizycznego i Przysposobienia Wojskowego z udziałem przedstawicieli licznych ministerstw, organizacji przyrodniczych, krajoznawczych i turystycznych. W jej trakcie dokonano podziału zadań pomiędzy poszczególne zainteresowane podmioty. Związkowi Harcerstwa Polskiego (ZHP) powierzono budowę schroniska w rejonie czarnohorskiej Kostrzycy.
Dokładna lokalizacja została wytypowana we wrześniu tego roku, podczas wędrówki trzech warszawskich instruktorek harcerskich: Haliny Iwaszkiewiczówny, Heleny Ter-Gazarianówny i trzeciej, nieznanej z imienia. Doszły one wówczas do przekonania, że zbocza Kostrzycy słynące z widoków na główne pasmo Czarnohory będą idealnym miejscem na wzniesienie harcerskiego schroniska. Kilka dni później za kwotę 200 zł zakupiono od właściciela terenu, Sorochmaniuka z Jabłonicy działkę o powierzchni pół hektara, na której zamierzano postawić budynek. Początkowo obiekt miał być stosunkowo niewielki i mieścić 20–30 osób, jednak wkrótce inicjatywa zyskała szersze poparcie, w tym m.in. Janiny Świtalskiej (żony byłego premiera i marszałka Sejmu Kazimierza Świtalskiego) czy Towarzystwa Przyjaciół Huculszczyzny gen. Tadeusza Kasprzyckiego, dzięki czemu plany mogły ulec zmianie. Jeszcze w tym samym roku konkurs na projekt schroniska wygrał warszawski architekt Jerzy Antoni Żukowski (późniejszy projektant schroniska ZHP na Głodówce). Wkrótce Harcerski Klub Narciarski złożył do urzędu wojewódzkiego w Stanisławowie plany budynku mogącego pomieścić do 70 osób. W grudniu 1933 roku formalnie powołano do życia Towarzystwo Budowy Harcerskich Schronisk Turystycznych w Warszawie (TBHST), które odtąd odpowiadało za przebieg prac. Na jego czele stanęła Janina Świtalska.
Po tym, jak w końcu kwietnia 1934 roku projekt zyskał akceptację władz wojewódzkich, w lipcu rozpoczęły się prace budowlane. Jeszcze w tym samym roku wybudowano kamienny parter z surowca pozyskanego z parceli. Rozpoczęto także ścinanie drzew we wskazanym przez władze leśne miejscu. Z uwagi na trudne warunki atmosferyczne po przerwie zimowej prace wznowiono dopiero latem kolejnego roku. Największą trudnością, jaką należało pokonać podczas budowy, był transport materiałów, jako że do wznoszonego schroniska nie prowadziła żadna droga kołowa. Tym samym wszystkie surowce (poza kamieniem i drewnem), gotowe elementy konstrukcyjne i całe wyposażenie sprowadzano koleją do Worochty, a stamtąd wąskotorową kolejką leśną do gajówki Kukul (Ozirny). Pozostały odcinek (ok. 2,9 km przy ok. 450 m przewyższenia) wymagał transportu konnego po wąskiej i nieutwardzonej ścieżce, której stan w miarę użytkowania – szczególnie w deszczowych okresach – stale się pogarszał. Ostatecznie koszty transportu pochłonęły aż 21% całości środków przeznaczonych na budowę.
Prace budowlane zakończono 15 października 1935 r. Oficjalne otwarcie w obecności zaproszonych gości, miejscowej ludności i worochciańskiego księdza, który poświęcił obiekt, odbyło się dokładnie dwa miesiące później. Podczas uroczystości obecny był m.in. Czesław Centkiewicz, wówczas początkujący autor, który zaprezentował wspomnienia z wyprawy na Wyspę Niedźwiedzią.
Jeszcze przed oficjalnym otwarciem ZHP (któremu udostępniono schronisko pozostające nadal własnością TBHST) w porozumieniu z Polskim Towarzystwem Tatrzańskim wytrasowało w okolicy kilka szlaków turystycznych. Schronisko zasadniczo nakierowane było na obsługę zorganizowanych grup turystycznych (w pierwszej kolejności harcerskich). W sezonie zimowym 1935/1936 obsłużyło siedem kursów narciarskich. W schronisku działała górska stacja ratunkowa Towarzystwa Krzewienia Narciarstwa oraz pośrednictwo pocztowe.
Obiekt prowadziły m.in. harcerki Barbara Litwicka z Inowrocławia (1938–1939) i Janina Zięba ze Starego Sącza (tuż przed wybuchem wojny).
Schronisko najprawdopodobniej uległo zniszczeniu w czasie II wojny światowej, choć jego dokładne losy nie są znane. Według niektórych autorów drewniana część budynku nie spłonęła (jak powszechnie się przyjmuje), a została w czasie wojny rozebrana. Do drugiej dekady XXI wieku zachowały się jedynie fragmenty kamiennych ścian niskiego parteru.

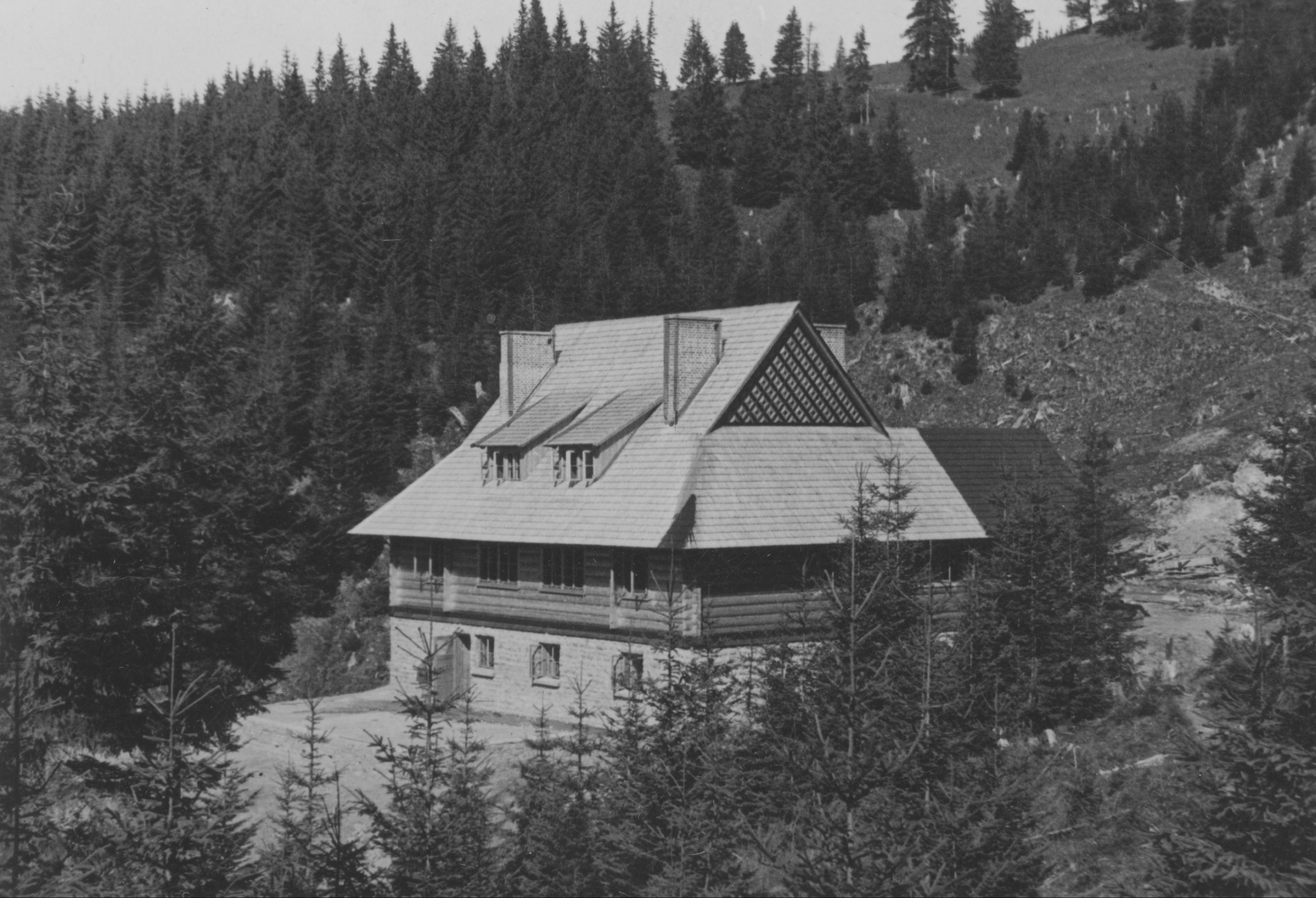
Widok od południa
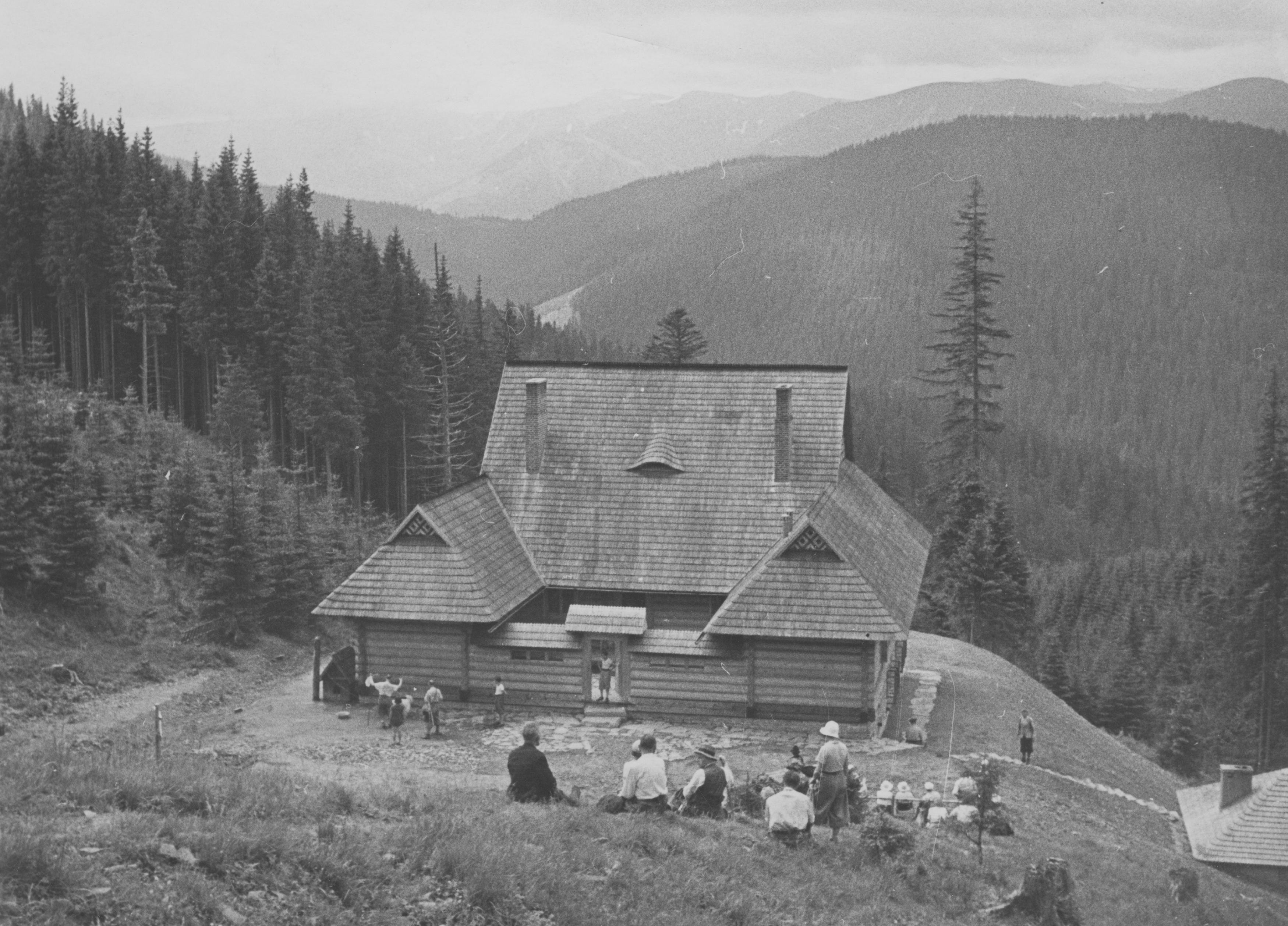
Budynek widziany od północnego wschodu
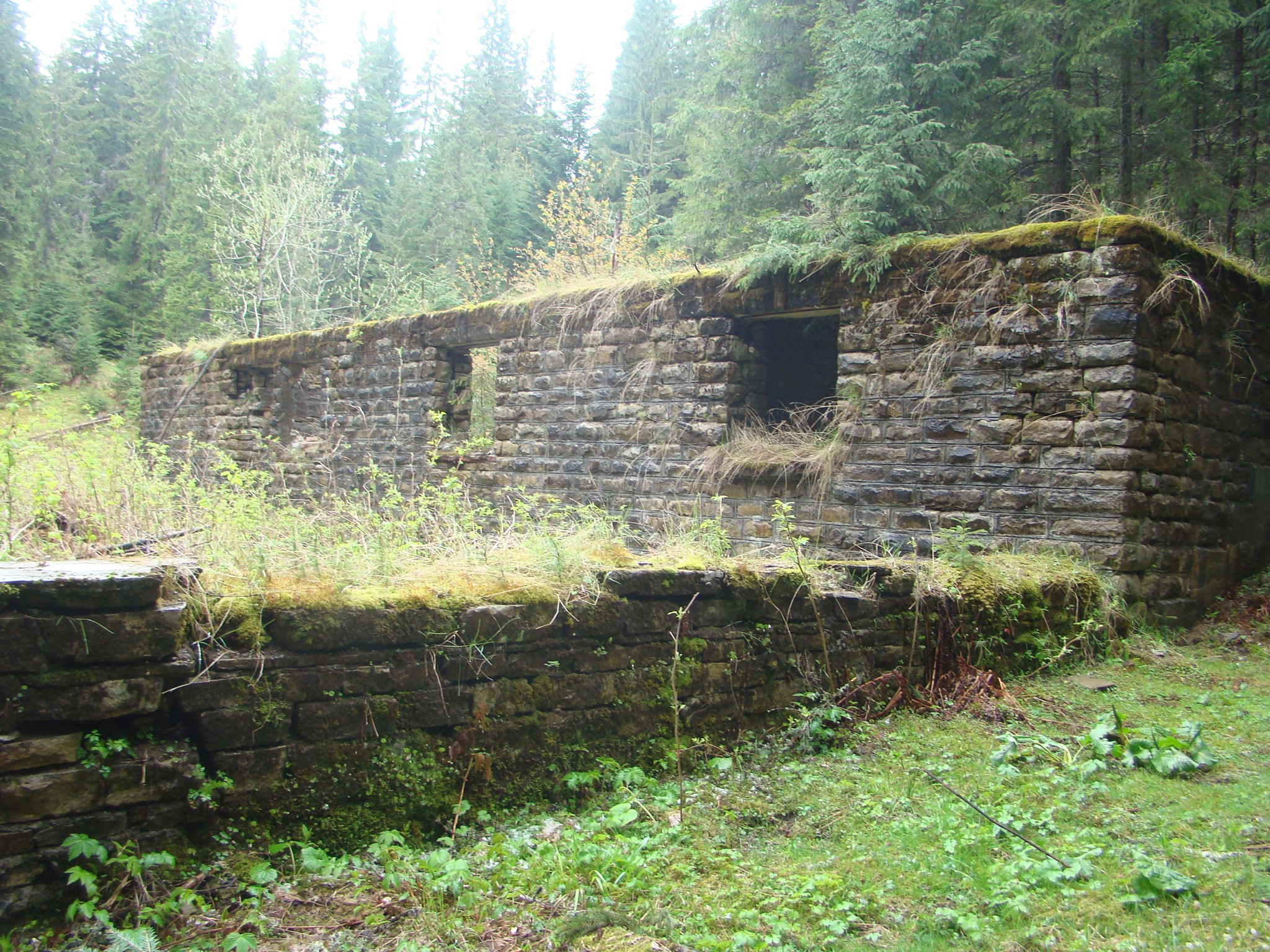
Ruiny schroniska (stan na rok 2020)
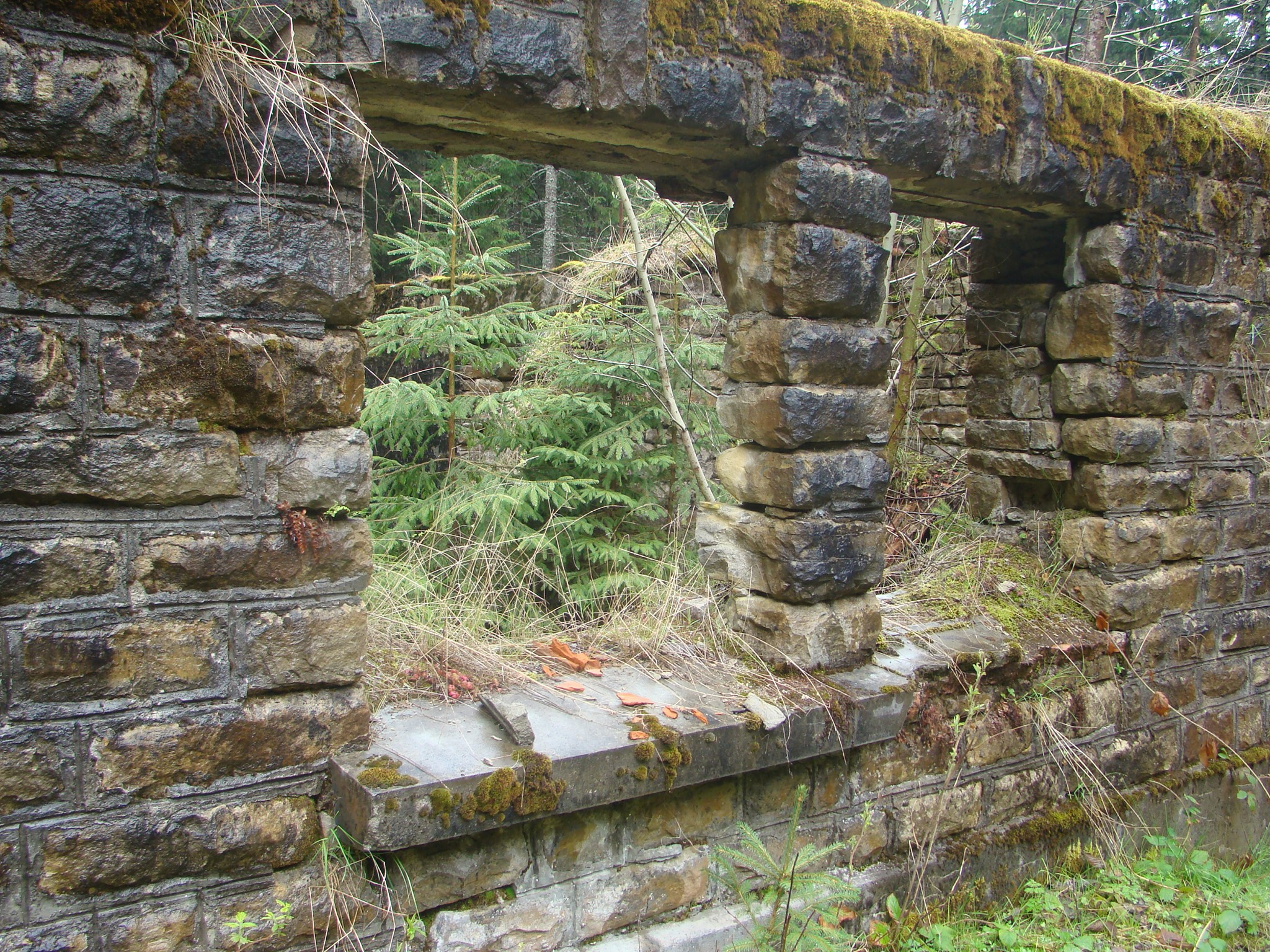

## Forma architektoniczna
Z uwagi na położenie na terenie rezerwatu przyrody, jednym z wymagań stawianych przez władze państwowe było zastosowanie rozwiązań nawiązujących do architektury miejscowej, zharmonizowanych z otoczeniem. Autor projektu Jerzy Żukowski zdecydował się na budowę schroniska w formie huculskiej grażdy – czworobocznej zamkniętej zagrody obejmującej zabudowania mieszkalne i gospodarcze. Konieczne było jednak daleko idące dostosowanie tradycyjnej formy chaty posedkowej (stale zamieszkałej) do wymagań nowoczesnego schroniska. Przede wszystkim znacząco zmieniono układ i funkcję poszczególnych pomieszczeń. Bryła schroniska była co do zasady parterowa, z użytkowym poddaszem w centralnej części budynku. Całość dopełniały dwa symetryczne, niższe skrzydła i zamykający podwórze wysoki parkan z bramką. Z uwagi na nachylenie stoku obiekt posiadał urządzone przyziemie (niski parter). Ściany tej najniższej kondygnacji – częściowo zagłębionej w gruncie – zbudowane były z bloków miejscowego piaskowca o grubości 50 cm, częściowo też z cegieł, z 10–15-centymetrową izolacją zewnętrzną (w zależności od pomieszczenia). Na wyższych kondygnacjach zastosowano konstrukcję wieńcową – wykorzystano 16-metrowe szpuntowane połowizny bali (protesy) o grubości 14–18 cm. Dzięki precyzyjnej pracy miejscowych cieśli drewniane ściany nie wymagały uszczelniania (mszenia, szalowania), a jedynie zostały zheblowane do połysku. Budynek główny nakryto wysokim dachem półszczytowym. Przyczółki ozdobiono ludowymi wzorami geometrycznymi wykonanymi z różnokolorowego drewna. Choć początkowy projekt zakładał wykorzystanie tradycyjnych dranic, to ostatecznie z uwagi na wysokie koszty ich produkcji dach pokryto gontem. Wewnętrzne podwórze wyłożono płaskimi kamieniami.
Ukończony budynek miał 16 m wysokości, a jego powierzchnia użytkowa wynosiła 354 m². Całkowita kubatura wyniosła 1310 m³ (pierwotny projekt mówił o 1207 m³).

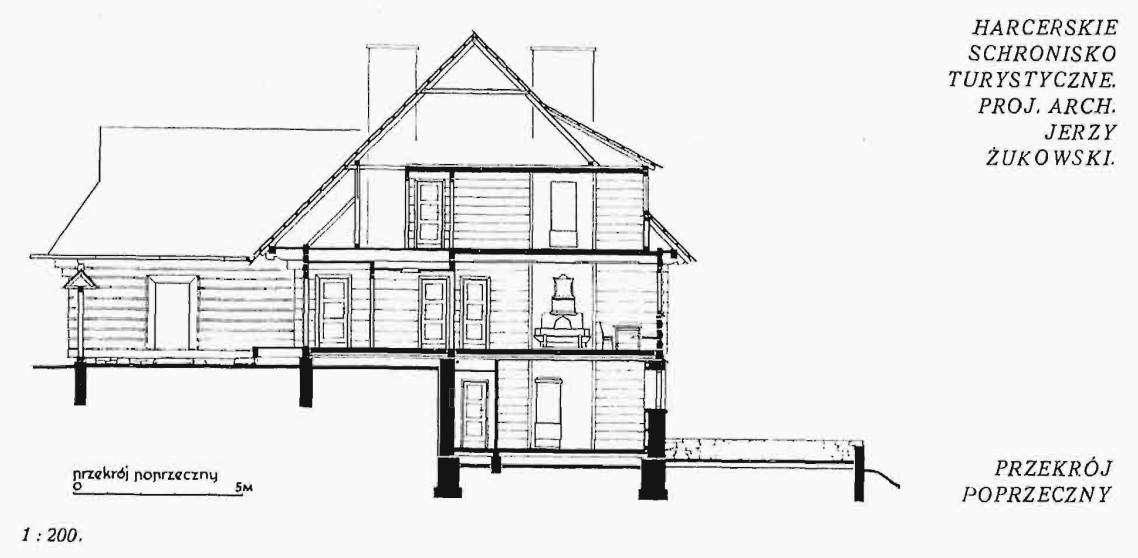
Przekrój poprzeczny budynku
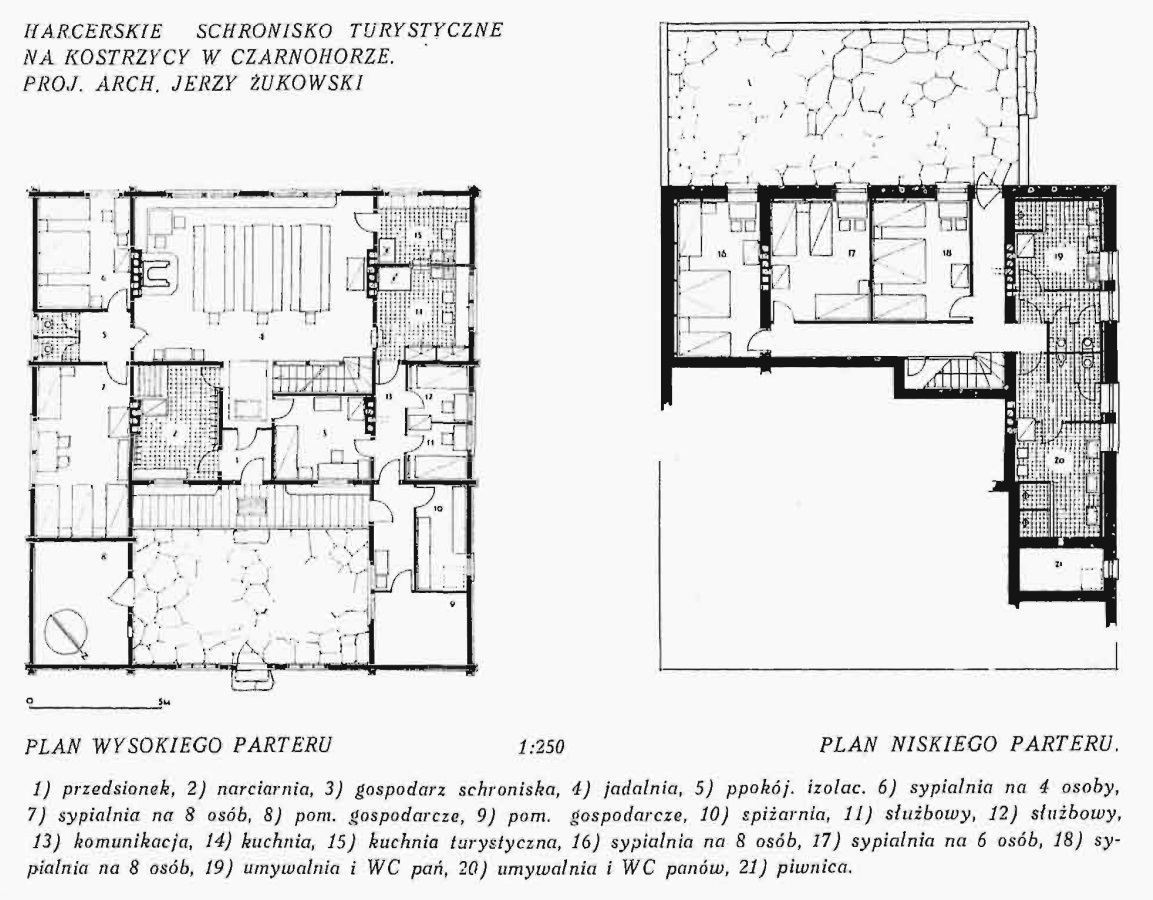
Plan wysokiego (po lewej) i niskiego parteru schroniska

## Wyposażenie

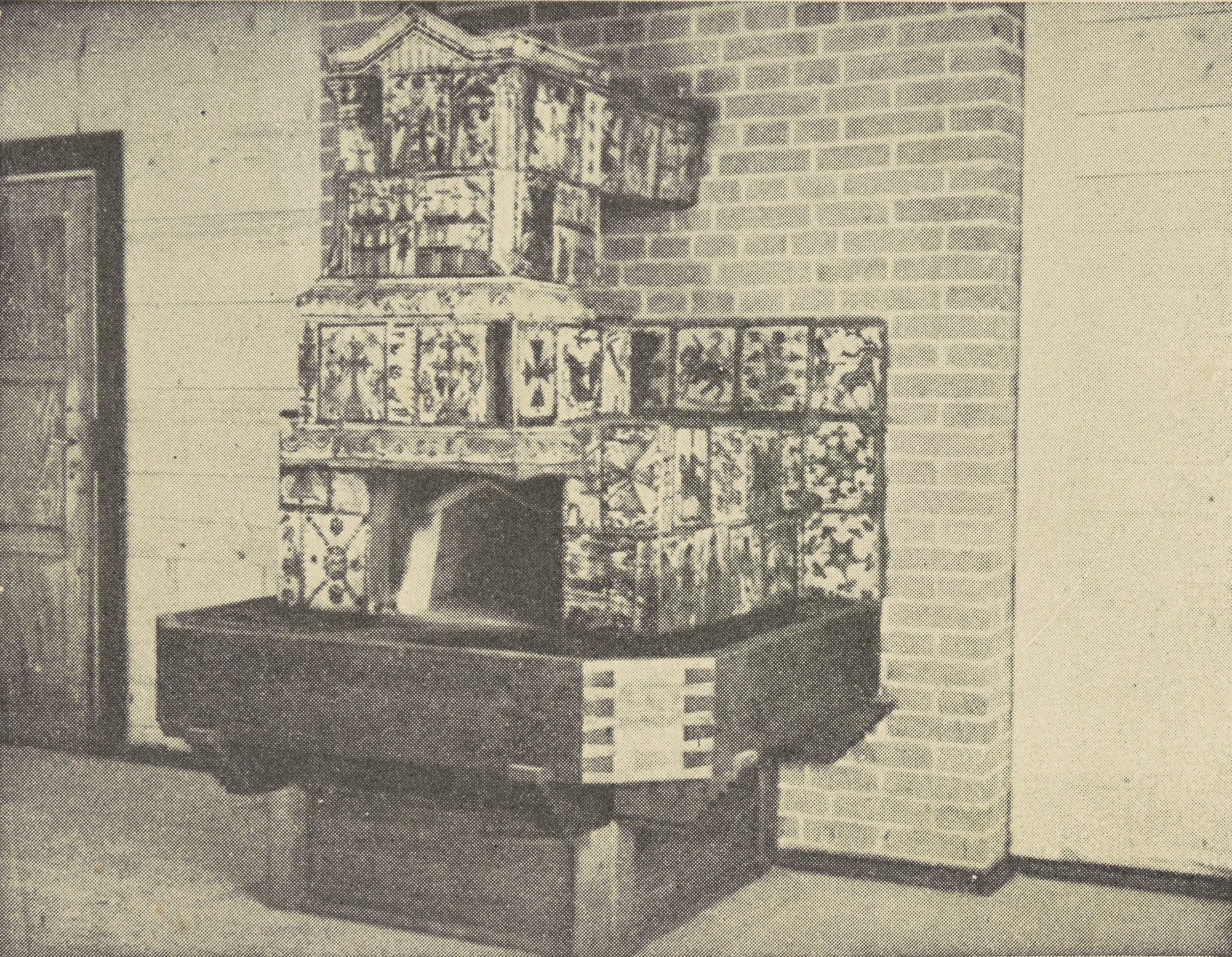
Kominek ze zdobionymi kaflami z 1858

Schronisko na Kostrzycy oferowało odwiedzającym je stosunkowo wysoki, jak na swoją epokę, standard usług. Obiekt posiadał kanalizację – na działce znajdowało się oddzielne ujęcie wody o wydajności 3500 l na dobę, a w budynku zainstalowano 1500-litrowy zbiornik na wodę i 250-litrowy bojler. Obiekt posiadał własny agregat prądotwórczy działający na ropę o mocy 3 KM, który zlokalizowano w osobnym, ogniotrwałym budynku gospodarczym.
Na niskim parterze schroniska zlokalizowano trzy sypialnie (10-osobową i dwie 8-osobowe – początkowo przeznaczone dla 8, 8 i 6 osób), łazienki z natryskami i toalety (oddzielne dla kobiet i mężczyzn) oraz piwnicę. Kolejna kondygnacja (wysoki parter) mieściła kuchnię, kuchnię turystyczną, dwie sypialnie (dla 8 i 12 osób – pierwotnie z przeznaczeniem dla 4 i 8 osób), pomieszczenia gospodarcze i służbowe, mieszkanie gospodarza oraz narciarnię. Centralnym pomieszczeniem była obszerna jadalnia mogąca pomieścić jednocześnie 45 osób. Została ona urządzona w stylu lokalnym z licznymi przykładami twórczości ludowej. Znajdowały się w niej meble w stylu huculskim, rzeźbiony strop, ozdobne lichtarze, kilimy, obraz przedstawiający św. Jura, zdobiona zastawa. Wszystkie te przedmioty pochodziły ze słynącej z rękodzieła Riczki. W jadalni, oprócz zwykłego pieca, znajdował się także kominek huculski zdobiony polerowanymi kaflami o wartości muzealnej. Wyprodukowane w 1858 roku w Kosowie przedstawiały sceny z polowań, rysunki zwierząt i ludzi.
Na poddaszu znajdowały się trzy niewielkie pokoje sypialne, pozostałą zaś przestrzeń przeznaczono dla większych grup. Poddasze początkowo wykorzystywano jedynie w połowie, jednak od samego początku przewidywano jego rozbudowę. W niedługim czasie liczba miejsc noclegowych w schronisku sięgnęła docelowych 70.